# Hind Rostom
Hind Rostom, all'anagrafe Nariman Hussein Mourad (in arabo هند رستم‎?; Alessandria, 12 novembre 1929 – Il Cairo, 8 agosto 2011), è stata un'attrice egiziana.
Per le sue curve prorompenti e la sua voce sensuale è considerata la "Marylin Monroe d'Oriente".

## Biografia
Nata in una famiglia alessandrina altolocata di origine turca, Hind Rostom riceve un'ottima educazione. Inizia a partecipare in piccoli ruoli cinematografici già dall'età di 16 anni. Dal 1947 al 1979, recita in più di 80 film con tutti gli attori e registi famosi dell'epoca, tra cui Yusuf Shahin, Faten Hamama, Omar Sharif, Salah Zulfikar, Rushdy Abaza, Soad Hosny, Farid al-Atrash e Abd el-Halim Hafez.
Rostom ha avuto due matrimoni, il primo con il regista Hassan Reda (1921-1981), da cui ha avuto una figlia Bassant Reda; poi con il Dr Mohammad Fayaad (1922-2009), medico tra i più importanti ginecologi egiziani.
Nel 2011, portata d'urgenza in ospedale muore d'infarto l'8 agosto.

## Filmografia parziale
- 1949 Ghazal El Banat (Zucchero filato)
- 1954 El sittat maarfoush yiktibu (Le donne non sanno mentire)
- 1955 Banat el lail (Le ragazze della notte)
- 1957 Ibn Hamidu
- 1958 - Stazione centrale  (Bāb al-ḥadīd) باب الحديد
- 1958 Ismail Yasseen fi mostashfet al-maganin (Ismail Yassin al manicomio)
- 1959 Siraa fil Nil (Conflitto sul Nilo)
- 1960 Bayn el samaa wa el ard (Tra il cielo e la terra)
- 1963 Chafika el Keptia
- 1965 El Rahiba (la suora)
- 1966 3 Losoos
- 1971 Madrasatee al-hasnaa (La mia bella scuola)
- 1979 Hayati azaab (La mia vita d'inferno)